# パトリック・パーウベ
パトリック・パーウベ（Patrick Paauwe、1975年12月27日 - ）は、オランダ出身の元サッカー選手。「パトリック・パウウェ」と表記されることもある。ポジションはDF、MF。
元オランダ代表。弟のセース・パーウベもサッカー選手である。

## キャリア
8年間在籍したフェイエノールトではセンターバックやディフェンシブハーフとしてプレーし、エールディヴィジ（1998-99）とUEFAカップ（2001-02）で優勝した。
2006-2007シーズンにはヴァランシエンヌへ移籍し、初の海外挑戦となった。翌シーズンにはボルシアMGへ移籍。
2009年夏、母国オランダのVVVフェンローと契約。2011年1月31日、突如引退を表明した。

## 経歴
- 2000年11月15日 - A代表初出場 - スペイン代表戦

## 代表歴

### 出場大会など
- オランダ代表